# Biologia estructural
La biologia estructural és una branca de la biologia molecular, bioquímica, i biofísica que s'ocupa de l'estructura molecular de les macromolècules biològiques especialment de les proteïnes i els àcids nucleics, com adquireixen les estructures que tenen i com les alteracions en la seva estructura afecten les seves funcions. Només les macromolècules disposades en formes tridimensionals específiques poden fer aquestes funcions. L'arquitectura, l'"estructura terciària" de les molècules depèn d'una manera complicada de la seva composició molecular bàsica o "estructura primària." 

Hemoglobina, proteïna que transport oxigen en la sang

Les biomolècules són massa petites per veure-les en detall fins i tot en els microscopis més avançats. Els mètodes usats per la biologia estructural per determinar les estructures impliquen generalment observar un gran nombre de molècules idèntiques a la vegada. Aquest mètodes inclouen:
- Cristal·lografia de raigs X,
- Proteïna NMR,
- Ressonància paramagnètica electrònica, EPR,
- Microscopia crioelectrònica (cryo-EM)
- Espectrografia de làser ultraràpid,
- Interferometria de polarització dual i dicroisme circular.

També es fa servir la bioinformàtica per buscar patrons en diverses seqüències d'ADN que donen formes particulars.